# 自動車化歩兵

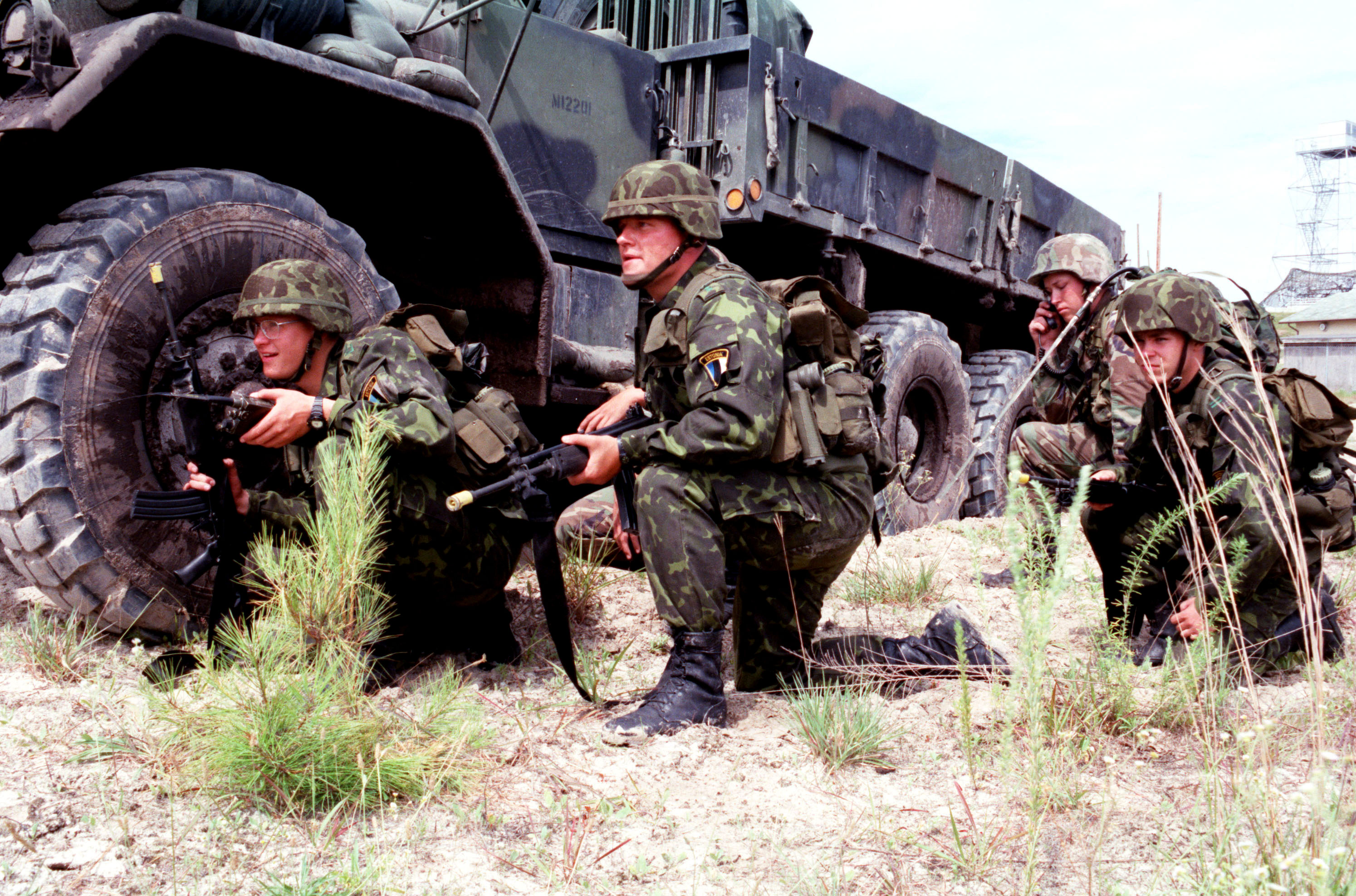
エストニア軍の自動車化歩兵

自動車化歩兵（じどうしゃかほへい、Motorised Infantry）は、移動手段として兵員輸送車（トラック）などの自動車を使用する歩兵の事である。

## 概要
起源は古く、第一次世界大戦初期の1914年に、ドイツ軍により国内奥深くまで侵攻されたフランス軍が、パリ市内をはじめとしたタクシーなどを徴用し動員した兵士を乗車させ、戦線後方へと移送したことが一般にその始まりである。
通常の歩兵と比較し、長距離・高速走行が可能であるが、重量が増大し維持費用が高くなり、補給所要量も増大する。また、トラックなどの自動車はタイヤを用いた装輪車両であり、路上走行能力は高いものの不整地走行能力は限られていること、装甲が無く、防御力も不足していることから、車両での移動は前線の後方に限られる。
装甲兵員輸送車や歩兵戦闘車など、兵員を輸送し不整地走行できる装甲車を装備している場合は機械化歩兵と呼ばれ、自動車化歩兵と区別される場合もある。これは、機甲部隊の一部として行動可能な歩兵戦力として生み出されたものである。また、ソビエト連邦軍およびロシア連邦軍の機械化歩兵は、慣例的に「自動車化狙撃兵」と呼ばれる。